# ニューヨーク・ストーリー
『ニューヨーク・ストーリー』（原題：New York Stories）は、マーティン・スコセッシ、フランシス・フォード・コッポラ、ウディ・アレンというニューヨークに縁のある三巨匠がニューヨークを舞台にしたオムニバス映画。
アメリカでは1989年3月1日にニューヨークで公開され、10日に全米で公開。日本では1989年9月に公開。

## ストーリー

### 第1話 ライフ・レッスンLife Lessons
- 監督：マーティン・スコセッシ
- 出演：ニック・ノルティ、ロザンナ・アークエット、スティーヴ・ブシェミ
- ストーリー:　マンハッタンのイーストサイドの倉庫にアトリエを構える、売れっ子画家ドビー(ニック・ノルティ)は個展を3週間後に控えていたが、なかなか制作が進まず、苛立っている。原因は彼の助手であり恋人の若い画家ポーレット(ロザンナ・アークエット)との微妙な関係。彼女には別に恋人がいるのだが、ドビーと寝ないことを条件に彼のアトリエへ戻ってきた。しかし、彼女の周りにはドビーと同じアート関係の男たちが集まり、彼はしだいに神経質になっていく･･･。

### 第2話 ゾイのいない人生Life Without Zoe
- 監督：フランシス・フォード・コッポラ
- 共同脚本：ソフィア・コッポラ[2]
- 出演：ヘザー・マコーム、ジャンカルロ・ジャンニーニ、タリア・シャイア
- ストーリー:　ニューヨークの高級ホテルに住むセレブな少女ゾイ(ヘザー・マコーム)は毎日ホテルでリッチに暮らしていたが、ある日学校にアラブの小さな王様アブー(セリム・トリリ)が転校してくる。彼に好意を抱いたゾイがホテルに帰ってきたとき、ホテルは強盗に襲われるが、ゾイの父クラウディオ(ジャンカルロ・ジャンニーニ)が大切にしていたダイヤのイヤリングはゾイのおかげで難を逃れる。クラウディオはフルート奏者でその音色が女性を惑わすことでハープ奏者のゾイの母シャルロット(タリア・シャイア)と喧嘩別れしてしまい、先程のイヤリングもクラウディオがアラブの王妃(キャロル・ブーケ)からもらったものだったのだ。ゾイはアブーに協力してもらって両親を仲直りさせ、イヤリングを王女に返そうと奔走する･･･。

### 第3話 エディプス・コンプレックスOedipus Wrecks
- 監督：ウディ・アレン
- 出演：ウディ・アレン、メイ・クエステル、ミア・ファロー、ジュリー・カブナー
- ストーリー:　ニューヨークで弁護士をしているシェルドン(ウディ・アレン)は、中年である自分を未だに子ども扱いする口うるさい母(メイ・クエステル)の存在に悩んでいた。彼女はシェルドンがこれから結婚しようと思っている3人の子持ち女リサ(ミア・ファロー）を嫌がり、シェルドンはますます母を嫌うようになる。ある時、そんな3人が怪しげな中国奇術のショーを見に行き、母がショーに参加して怪しげな箱に入ったまま行方不明になってしまう。最初は母を必死に探したシェルドンだが、母がいなくなったことでリサとの関係が深まる。しかし数日後突然、母がニューヨークの空に現れ、地上の人々に息子のことをしゃべりまくり･･･。

## 豆知識
第3話エディプス・コンプレックスで主人公の母親役をしたメイ・クエステルはアニメ『ポパイ』でオリーブ・オイルの声を演じた声優の1人である。